# Аббон (архиепископ Безансона)
Аббон (Альбон; фр. Abbon, Albon; умер около 760) — архиепископ Безансона (740-е годы).

## Биография
Об Аббоне известно только из бытовавших в средневековье церковных преданий и списков глав Безансонской архиепархии, самый ранний из которых датируется XI веком.
Согласно церковным преданиям, Аббон был выходцем из знатной бургундской семьи. Не обладая здоровьем, необходимым для военной карьеры, ещё в юности он стал клириком и долгие годы подвизался в аббатстве Люксёй. Являясь весьма благочестивым человеком, Аббон добился от своего аббата согласия отпустить его в Безансон, чтобы попытаться переустроить здешние монастыри в бенедиктинском духе. Однако духовенство и монашество Безансонской архиепархии, погрязшие в праздности и стяжательстве, не позволили Аббону исполнить его намерения.
Вероятно, в самом начале 740-х годов скончался безансонский архиепископ Тетрадий II, порицаемый в средневековых исторических источниках за растрату церковного имущества. В преданиях сообщается о том, что он умер от раны, нанесённый ему кабаном. В это время в Безансоне находился святой Бонифаций, совершавший поездку по южным областям Франкского государства. По его настоятельным просьбам, а также при сильной поддержке прихожан, безансонское духовенство было вынуждено избрать новым архиепископом Аббона. В наиболее раннем из средневековых списков глав Безансонской архиепархии Аббон назван двадцать шестым архиепископом; в трудах же историков Нового времени, опиравшихся на более широкий круг исторических источников — тридцать вторым или тридцать третьим.
Получив сан архиепископа, Аббон снова предпринял попытку обустроить жизнь местного духовенства и монашества в соответствии с церковными канонами. Однако безансонские клирики, желая сохранить вольный образ жизни, утвердившийся у них при неблагочестивых предшественниках Аббона, всячески сопротивлялись этому намерению архиепископа. В результате, Аббон своими идеями умеренности и нестяжательства смог увлечь лишь четверых из них.
В преданиях упоминается о том, что архиепископ Аббон принял участие в одном из церковных соборов духовенства Франкского государства. В трудах ряда историков этот собор отождествляется с Германском собором, созванным в 742 году майордомом Карломана по инициативе святого Бонифация. На этом собрании был обсуждён широкий круг вопросов, в первую очередь, касавшихся восстановления церковной дисциплины, утраченной франкскими клириками в предыдущий период внутренних смут и нашествий внешних врагов. Друге же авторы считают, что собор, в котором участвовал Аббон, проходил уже в правление короля Пипина Короткого. По их мнению, это мог быть или синод в Вере 755 года, принявший несколько канонов о правах и обязанностях епископов, или Компьенский собор 757 года о брачном праве, в актах которого упоминается о некоем епископе Аббоне. Однако это мнение противоречит свидетельствам средневековых источников, согласно которым Аббон управлял Безансонской архиепархией очень непродолжительное время при майордоме Карломане.
По преданиям, Аббон участвовал в соборе, уже находясь в весьма преклонных летах. Недовольное его управлением безансонское духовенство надеялось на скорую кончину своего архиепископа. Намереваясь и далее вести праздную, не обременённую исполнением церковных обрядов жизнь, враги Аббона даже избрали из своего числа преемника ещё живому архиепископу. Видя, что все его усилия по восстановлению церковной дисциплины могут пропасть даром, Аббон отрёкся от архиепископского сана в пользу известного своим благочестием Вандельберта.
О жизни Аббона после отречения сведений в исторических источниках не сохранилось. Предполагается, что он мог скончаться около 760 года.